# Liste der Naturdenkmale in Drackenstein
| Naturdenkmale | Anzahl |
| ------------- | ------ |
| FND           | 3      |
| END           | 1      |
| Gesamt        | 4      |

Die Liste der Naturdenkmale in Drackenstein nennt die verordneten Naturdenkmale (ND) der im baden-württembergischen Landkreis Göppingen liegenden Gemeinde Drackenstein. In Drackenstein gibt es insgesamt vier als Naturdenkmal geschützte Objekte, davon drei flächenhafte Naturdenkmale (FND) und ein Einzelgebilde-Naturdenkmal (END).
Stand: 31. Oktober 2016.

## Flächenhafte Naturdenkmale (FND)
| Name                                         | Bild | Kennung     | Einzelheiten | Position | Fläche Hektar | Datum         |
| -------------------------------------------- | ---- | ----------- | ------------ | -------- | ------------- | ------------- |
| Felsen Bettelmann Impferloch                 | BW   | 81170160002 | Drackenstein | ⊙        | 2,5           | 22. Okt. 1984 |
| Feuchtgebiet am Oberlauf des Gosbaches       | BW   | 81170160004 | Drackenstein | ⊙        | 0,3           | 22. Okt. 1984 |
| Unterdrackensteiner Tuffsteinfels mit Höhlen |      | 81170160001 | Drackenstein | ⊙        | 0,8           | 22. Okt. 1984 |
| Legende für Naturdenkmal                     |      |             |              |          |               |               |

## Einzelgebilde (END)
| Name                     | Bild | Kennung     | Einzelheiten | Position | Fläche Hektar | Datum         |
| ------------------------ | ---- | ----------- | ------------ | -------- | ------------- | ------------- |
| 1 Linde Gewann Grube     | BW   | 81170160003 | Drackenstein | ⊙        | 0,0           | 22. Okt. 1984 |
| Legende für Naturdenkmal |      |             |              |          |               |               |